# Rosenbergia straussii
Rosenbergia straussii är en skalbaggsart som först beskrevs av Raffaello Gestro 1876.  Rosenbergia straussii ingår i släktet Rosenbergia och familjen långhorningar. Inga underarter finns listade i Catalogue of Life.